# FC Bayern München in het seizoen 1982/83
Dit artikel beschrijft de prestaties van de Duitse voetbalclub FC Bayern München in het seizoen 1982/83.

## Spelerskern
| Naam                  | Nationaliteit                  | Geboortedatum | Vorige club              |
| --------------------- | ------------------------------ | ------------- | ------------------------ |
| Keepers               |                                |               |                          |
| Jean-Marie Pfaff      | België                         | 04-12-1953    | KSK Beveren              |
| Manfred Müller        | Bondsrepubliek Duitsland       | 28-07-1947    | ESV Ingolstadt           |
| Raimond Aumann        | Bondsrepubliek Duitsland       | 12-10-1963    | /                        |
| Verdedigers           |                                |               |                          |
| Klaus Augenthaler     | Bondsrepubliek Duitsland       | 26-09-1957    | /                        |
| Bertram Beierlorzer   | Bondsrepubliek Duitsland       | 31-05-1957    | 1. FC Nürnberg           |
| Udo Horsmann          | Bondsrepubliek Duitsland       | 30-03-1952    | SpVgg Beckum             |
| Bernd Martin          | Bondsrepubliek Duitsland       | 10-02-1955    | VfB Stuttgart            |
| Hans Pflügler         | Bondsrepubliek Duitsland       | 27-03-1960    | /                        |
| Middenvelders         |                                |               |                          |
| Paul Breitner         | Bondsrepubliek Duitsland       | 05-09-1951    | Eintracht Braunschweig   |
| Wolfgang Dremmler     | Bondsrepubliek Duitsland       | 12-07-1954    | Eintracht Braunschweig   |
| Bernd Dürnberger      | Bondsrepubliek Duitsland       | 17-09-1953    | /                        |
| Wolfgang Grobe        | Bondsrepubliek Duitsland       | 25-06-1956    | Eintracht Braunschweig   |
| Peter Grünberger      | Bondsrepubliek Duitsland       | 20-11-1962    | /                        |
| Günter Güttler        | Bondsrepubliek Duitsland       | 31-05-1961    | /                        |
| Wolfgang Kraus        | Bondsrepubliek Duitsland       | 20-08-1953    | Eintracht Frankfurt      |
| Norbert Nachtweih     | Duitse Democratische Republiek | 04-06-1957    | Eintracht Frankfurt      |
| Stefan Schehl         | Bondsrepubliek Duitsland       | 14-09-1962    | /                        |
| Aanvallers            |                                |               |                          |
| Kalle Del'Haye        | Bondsrepubliek Duitsland       | 18-08-1955    | Borussia Mönchengladbach |
| Dieter Hoeneß         | Bondsrepubliek Duitsland       | 07-01-1953    | VfB Stuttgart            |
| Reinhold Mathy        | Bondsrepubliek Duitsland       | 12-04-1962    | /                        |
| Karl-Heinz Rummenigge | Bondsrepubliek Duitsland       | 25-09-1955    | Borussia Lippstadt       |
| Michael Rummenigge    | Bondsrepubliek Duitsland       | 03-02-1964    | /                        |

- = Aanvoerder
- Rudolf Böck belandde in 1982 bij de amateurafdeling van Bayern München.

### Technische staf
| Functie         | Naam                          | Nationaliteit            | Opmerking                     |
| --------------- | ----------------------------- | ------------------------ | ----------------------------- |
| Coach           | Pál Csernai                   | Hongarije                | Ontslagen op 16 mei 1983.     |
| Assistent-coach | Reinhard Saftig               | Bondsrepubliek Duitsland | Hoofdcoach vanaf 16 mei 1983. |
| Teamarts        | Hans-Wilhelm Müller-Wohlfahrt | Bondsrepubliek Duitsland |                               |

## Resultaten
| Bundesliga | DFB-Pokal   | Europacup II |
| ---------- | ----------- | ------------ |
|            |             |              |
| Vierde     | 1/16 finale | Kwartfinale  |

Bayern München speelde in 1982 ook een officieus duel om de Duitse supercup. Bekerwinnaar Bayern won na strafschoppen van kampioen Hamburger SV.

## Uitrustingen
Hoofdsponsor: Iveco

Sportmerk: adidas
| Thuis | Uit | Alternatief | Doelman | Doelman |

## Transfers

### Zomer
| Naam                | Nationaliteit                  | Van/naar               | Type     |
| ------------------- | ------------------------------ | ---------------------- | -------- |
| Inkomend            |                                |                        |          |
| Wolfgang Grobe      | Bondsrepubliek Duitsland       | Eintracht Braunschweig | Gekocht  |
| Bernd Martin        | Bondsrepubliek Duitsland       | VfB Stuttgart          | Gekocht  |
| Norbert Nachtweih   | Duitse Democratische Republiek | Eintracht Frankfurt    | Gekocht  |
| Jean-Marie Pfaff    | België                         | KSK Beveren            | Gekocht  |
| Uitgaand            |                                |                        |          |
| Thomas Herbst       | Bondsrepubliek Duitsland       | Eintracht Braunschweig | Verkocht |
| Kurt Niedermayer    | Bondsrepubliek Duitsland       | VfB Stuttgart          | Verkocht |
| Ásgeir Sigurvinsson | IJsland                        | VfB Stuttgart          | Verkocht |
| Hans Weiner         | Bondsrepubliek Duitsland       | Chicago Sting          | Verkocht |
| Helmut Winklhofer   | Bondsrepubliek Duitsland       | Bayer Leverkusen       | Verkocht |

### Oktober 1982
| Naam            | Nationaliteit            | Van/naar      | Type     |
| --------------- | ------------------------ | ------------- | -------- |
| Uitgaand        |                          |               |          |
| Walter Junghans | Bondsrepubliek Duitsland | FC Schalke 04 | Verkocht |

## Bundesliga

### Eindstand
|    | Club                     | Wed | Gew | Gel | Ver | Pnt | V-T   |
| -- | ------------------------ | --- | --- | --- | --- | --- | ----- |
| 1  | Hamburger SV             | 34  | 20  | 12  | 2   | 52  | 79-33 |
| 2  | SV Werder Bremen         | 34  | 23  | 6   | 5   | 52  | 76-38 |
| 3  | VfB Stuttgart            | 34  | 20  | 8   | 6   | 48  | 80-47 |
| 4  | FC Bayern München        | 34  | 17  | 10  | 7   | 44  | 74-33 |
| 5  | 1. FC Köln               | 34  | 17  | 9   | 8   | 43  | 69-42 |
| 6  | 1. FC Kaiserslautern     | 34  | 14  | 13  | 7   | 41  | 57-44 |
| 7  | Borussia Dortmund        | 34  | 16  | 7   | 11  | 39  | 78-62 |
| 8  | DSC Arminia Bielefeld    | 34  | 12  | 7   | 15  | 31  | 46-71 |
| 9  | Fortuna Düsseldorf       | 34  | 11  | 8   | 15  | 30  | 63-75 |
| 10 | Eintracht Frankfurt      | 34  | 12  | 5   | 17  | 29  | 48-57 |
| 11 | Bayer 04 Leverkusen      | 34  | 10  | 9   | 15  | 29  | 43-66 |
| 12 | Borussia Mönchengladbach | 34  | 12  | 4   | 18  | 28  | 64-63 |
| 13 | VfL Bochum               | 34  | 8   | 12  | 14  | 28  | 43-49 |
| 14 | 1. FC Nürnberg           | 34  | 11  | 6   | 17  | 28  | 44-70 |
| 15 | Eintracht Braunschweig   | 34  | 8   | 11  | 15  | 27  | 42-65 |
| 16 | FC Schalke 04            | 34  | 8   | 6   | 20  | 22  | 48-68 |
| 17 | Karlsruher SC            | 34  | 7   | 7   | 20  | 21  | 39-86 |
| 18 | Hertha BSC               | 34  | 5   | 10  | 19  | 20  | 43-67 |

Kampioen Hamburger SV plaatste zich voor de Europacup I 1983/84
Bekerwinnaar 1.FC Köln plaatste zich voor de Europacup II 1983/84
De nummers 2, 4, 5 en 6 van de competitie, SV Werder Bremen, VfB Stuttgart, Bayern München en 1.FC Kaiserslautern namen deel in de UEFA Cup 1983/84
Karlsruher SC en Hertha BSC degradeerden rechtstreeks naar de 2. Bundesliga
De kampioen SV Waldhof Mannheim en de nummer twee Kickers Offenbach promoveerden rechtstreeks uit de 2. Bundesliga
De nummer drie van de 2. Bundesliga, Bayer 05 Uerdingen, promoveerde na beslissingswedstrijden, 3-1 en 1-1, tegen FC Schalke 04

## Afbeeldingen

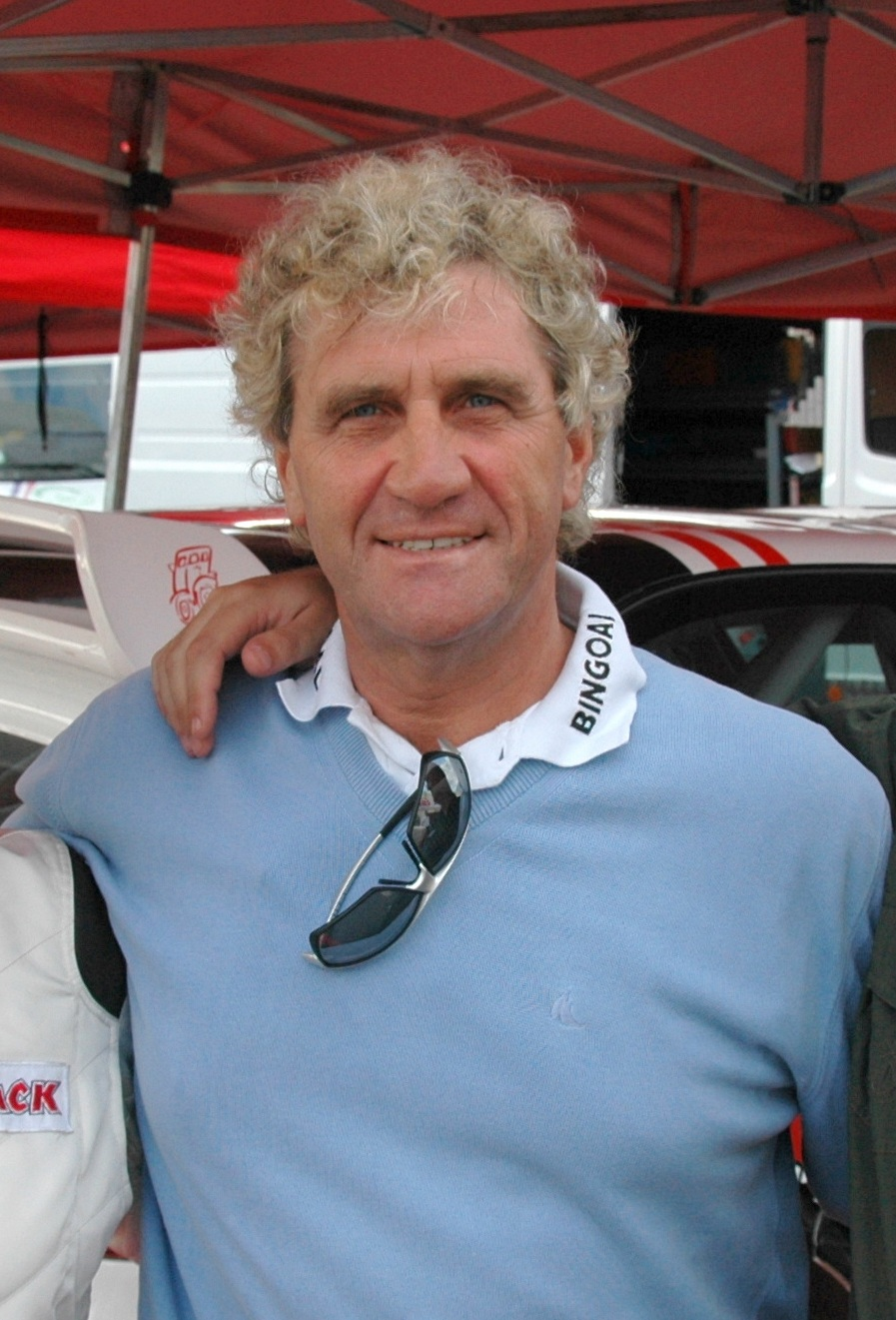
Jean-Marie Pfaff (doelman)
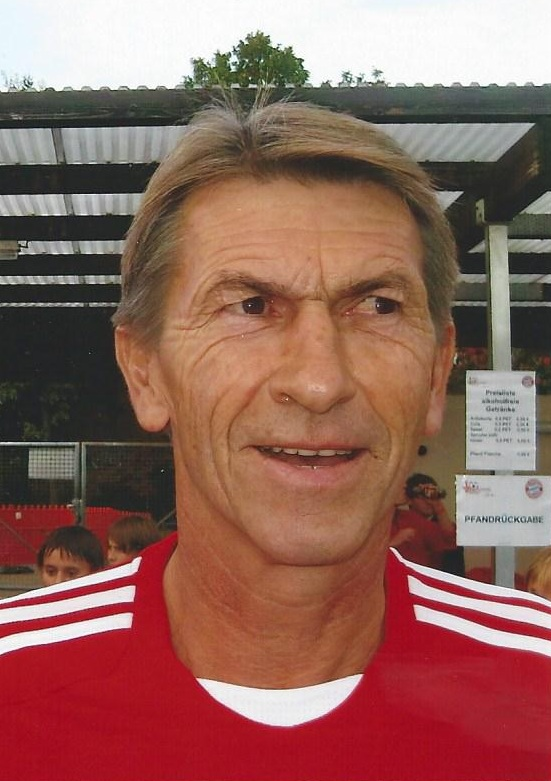
Klaus Augenthaler (verdediger)
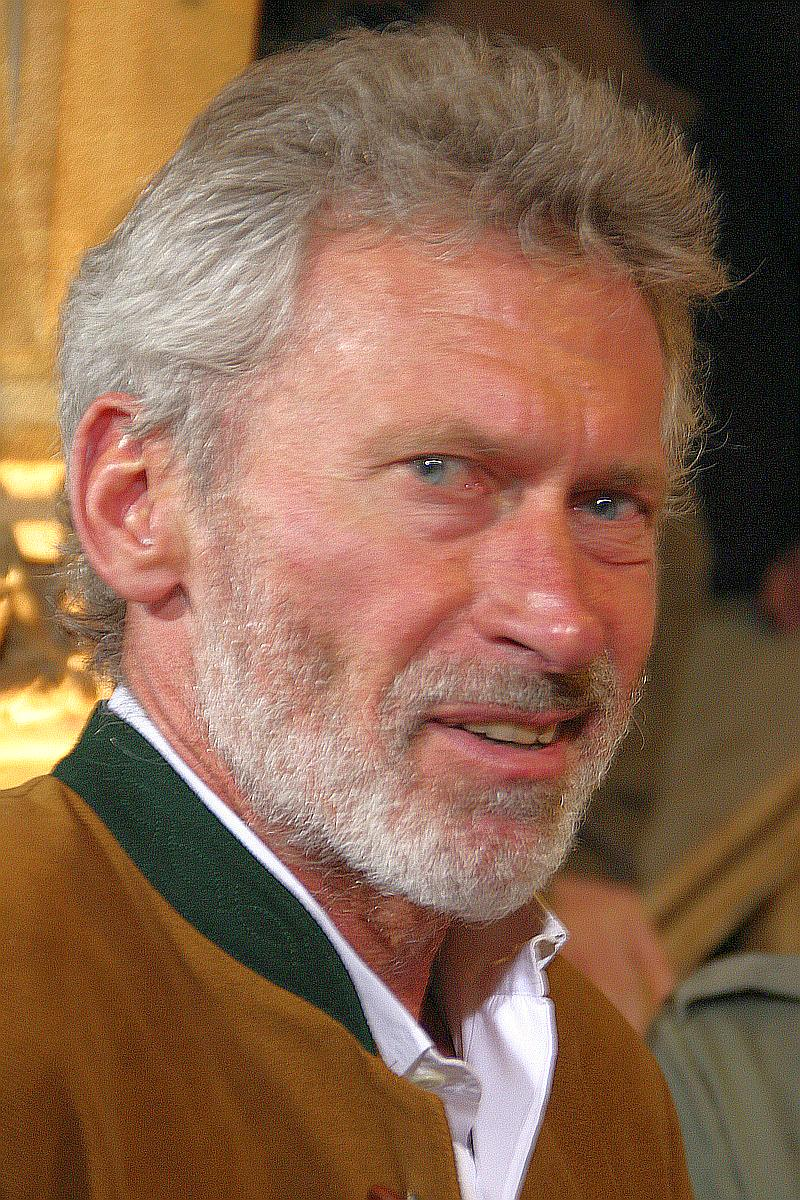
Paul Breitner (middenvelder)
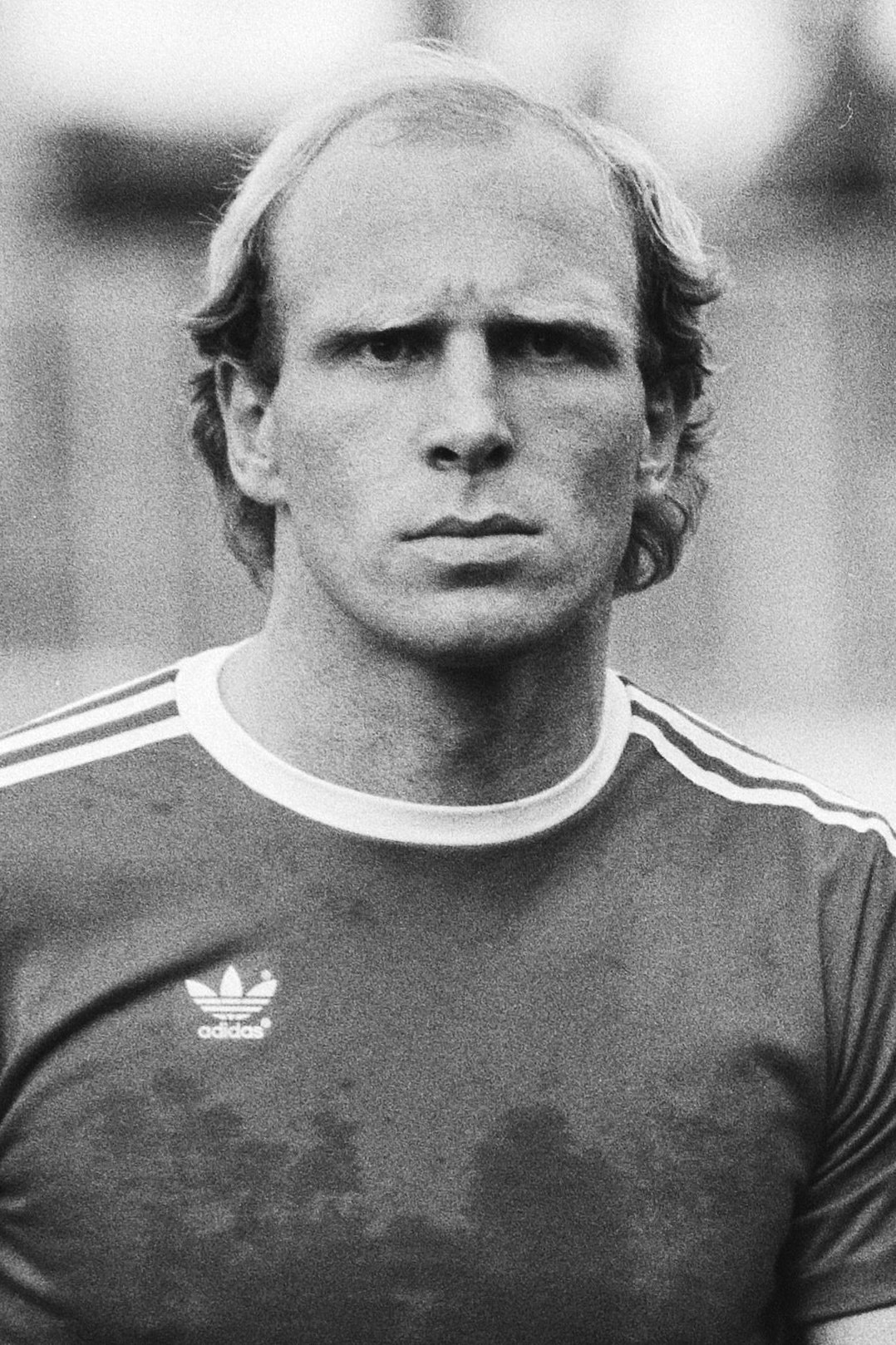
Dieter Hoeneß (aanvaller)
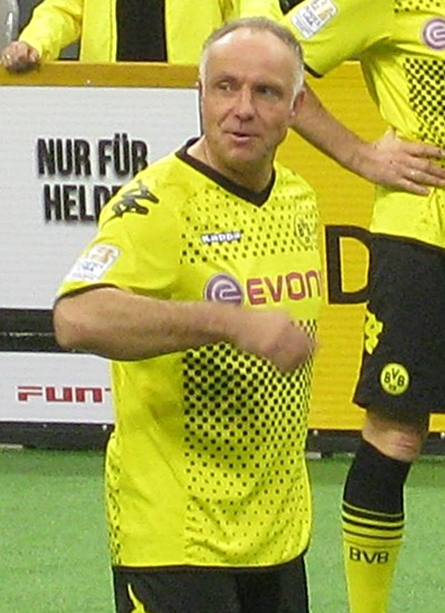
Michael Rummenigge (aanvaller)
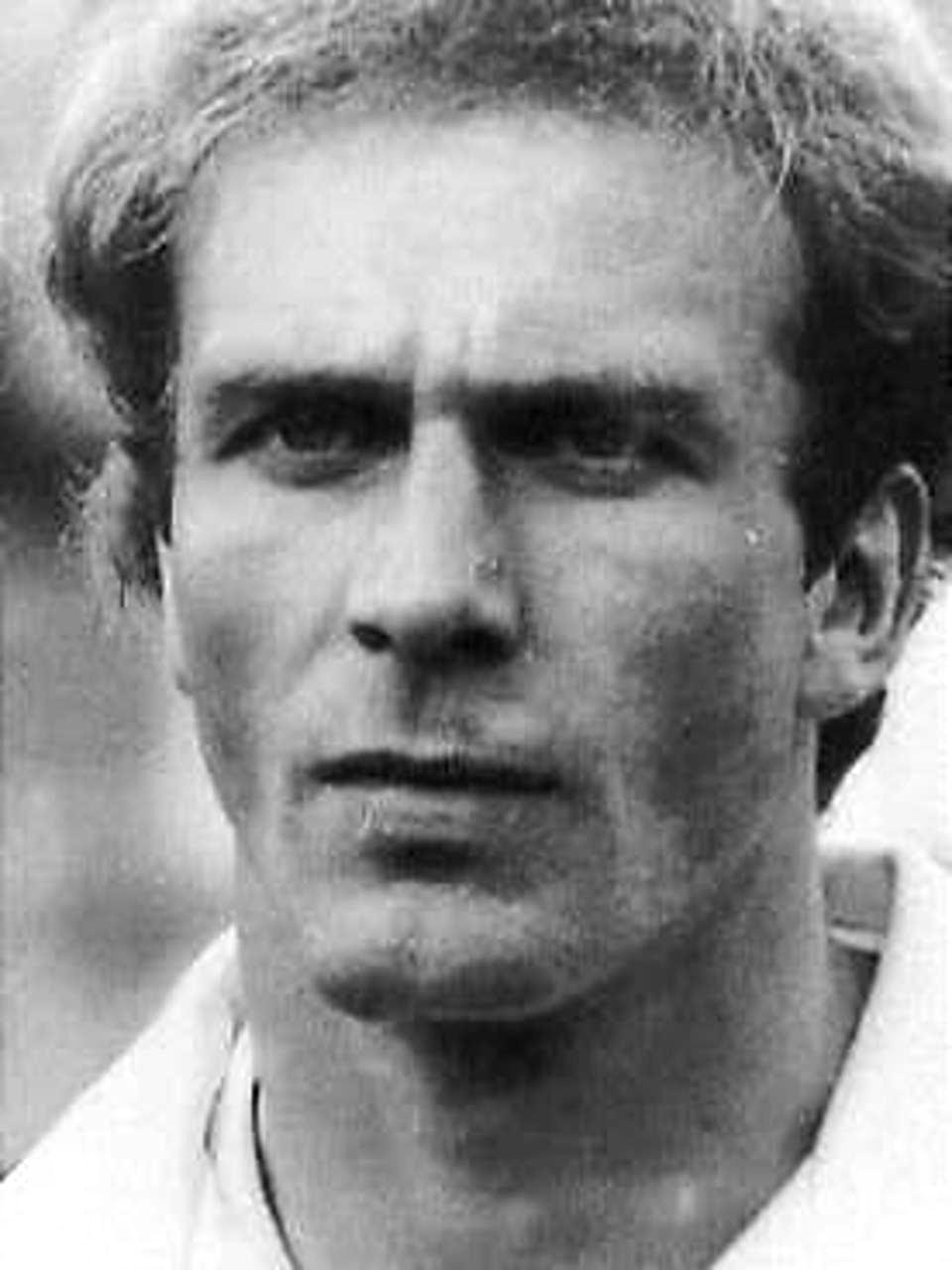
Karl-Heinz Rummenigge (aanvaller)